# Zonanthus
Zonanthus é um género botânico pertencente à família Gentianaceae.